# Bielawy (gemeente)
De gemeente Bielawy is een landgemeente in het Poolse woiwodschap Łódź, in powiat Łowicki.
De zetel van de gemeente is in Bielawy.
Op 30 juni 2004 telde de gemeente 6097 inwoners.

## Oppervlakte gegevens
In 2002 bedroeg de totale oppervlakte van gemeente Bielawy 164,01 km², waarvan:
- agrarisch gebied: 75%
- bossen: 15%

De gemeente beslaat 16,61% van de totale oppervlakte van de powiat.

## Demografie
Stand op 30 juni 2004:
| Omschrijving                   | Totaal | Totaal | Vrouwen | Vrouwen | Mannen | Mannen |
| ------------------------------ | ------ | ------ | ------- | ------- | ------ | ------ |
| eenheid                        | aantal | %      | aantal  | %       | aantal | %      |
| inwoners                       | 6097   | 100    | 3047    | 50      | 3050   | 50     |
| bevolkingsdichtheid (inw./km²) | 37,2   | 37,2   | 18,6    | 18,6    | 18,6   | 18,6   |

In 2002 bedroeg het gemiddelde inkomen per inwoner 1221,81 zł.

## Administratieve plaatsen (sołectwo)
Bielawska Wieś, Bielawy, Bogumin, Borów, Borówek, Brzozów, Chruślin, Drogusza, Emilianów, Gaj, Gosławice, Helin, Janinów, Leśniczówka, Łazin, Marianów, Marywil, Oszkowice, Piaski Bankowe, Piotrowice, Przezwiska, Psary, Rulice, Seligi, Skubiki, Sobocka Wieś, Sobota, Stare Orenice, Stare Piaski, Stary Waliszew, Traby, Trzaskowice, Walewice, Waliszew Dworski, Wojewodza, Wola Gosławska, Zakrzew, Zgoda, Żdżary.

## Aangrenzende gemeenten
Bedlno, Domaniewice, Głowno, Łowicz, Piątek, Zduny,